# 革命军人委员会
革命军人委员会是中国人民解放军及其前身的中国工农红军、八路军、新四军的连队以及与其相当的基层单位全体军人的群众组织。任务是开展开展政治民主、 经济民主、 军事民主，保障军人行使民主权利，开展文化娱乐、体育、卫生等群众性活动的组织。在连队建设和完成各项任务中发挥参谋作用，在维护政策、纪律和军人正当利益上发挥监督作用，在密切官兵关系和军民关系中发挥桥梁作用。在党支部领导和本单位首长指导下开展工作。 实行集体领导，开展重要活动应当经集体讨论决定，必要时提交军人大会讨论。 对本单位战备训练、教育管理、后勤保障、武器装备管理等工作的建议权；对士官选取和晋级、优秀士兵考学和保送入学、技术兵选拔培养、骨干配备、技术培训、表彰奖励、毕业学员分配、困难人员救济、其他需要民主推荐的事项等涉及官兵切身利益事项提出人选的推荐权；对)军官履职尽责廉洁自律等情况、军官及骨干文明带兵情况、官兵遵纪守法情况、涉及官兵切身利益问题的处理情况、经费收支情况、伙食管理情况、公用物资保管使用情况、其他需要民主监督的事项等的民主监督权；对单位集体利益、官兵正当权益的维护权；对本单位首长及军人委员会正副主任的民主评议权。 
战时，基层单位军人委员会的职责是：协助党支部和本单位首长进行战场宣传鼓动，坚定官兵敢打必胜信心；发动官兵进行战斗互助和战斗间隙中的战评活动，开展群众性立功创模活动；督促官兵执行战场纪律和群众纪律。战后，军人委员会的职责：根据党支部(基层党委)和本单位首长指示要求，对休整或者回撤归建期间工作提出意见和建议；发动官兵开展战评活动，总结作战中的经验教训；协助党支部和本单位首长开展评功评奖活动，做好评比中的思想工作；发动和组织官兵做好照顾伤病残人员、烈士善后等工作；协助党支部和本单位首长搞好庆功活动，宣传战斗英雄的模范事迹。

## 组织设置
单位编制员额40人以上的，军人委员会一般由7人组成；不足40人的，由5人组成。每个排(分队)应当有委员1人。 军人委员会委员由班、排(分队)推荐候选人，经党支部(基层党委)审查后，召开军人大会以无记名投票方式差额选举产生，报党支部(基层党委)批准。 每届任期1年。军人委员会会议每月至少召开一次。
设主任、副主任各1人。设生活委员、文体委员、宣传（墙报）委员、群众工作委员、农副业生产委员等。
各级机关也可以设立革命军人委员会，主要是监督机关（大灶）食堂工作。

## 历史
1927年9月湘赣边的秋收起义部队在向井冈山进军途中，于三湾改编时创建团、营、连各级的士兵委员会，职权是：代表士兵利益，参加部队管理，维护部队纪律，监督部队经济，做群众工作，还有批评和处分干部的权利。但是由于士兵委员会权力过大，也造成了极端军事民主化的倾向。
一九三二年，中共中央颁布《中国工农红军政治工作暂行条例（草案）》中，用俱乐部和列宁室代替士兵委员会。
抗日战争后，连队的列宁室改称救亡室。1942年10月更名为连队军人俱乐部。
解放战争时期，1947年全军普遍开展新式整军运动，落实政治、经济、军事民主。一些部队又成立了类似的基层群众组织。1948年中央军委批准颁发《关于革命军人委员会(即战委会)条例草案》，指出：这种组织是在新的条件下，实行集中领导下的民主生活的发展；名称为革命军人委员会，以适应包括干部在内的全体军队人员，并适用于所有机关、学校。
1949年12月，中央军委总政治部发布了《中国人民解放军革命军人委员会条例（草案）》。1954年4月，根据苏军经验，取消革命军人委员会，改为连队俱乐部。连队俱乐部仅是军人开展课外学习和文娱活动的组织，不适于发扬解放军的传统和实行三大民主。
1960年10月，中央军委扩大会议决定恢复这一组织。1961年11月17日总政治部经修订正式颁布《中国人民解放军连队革命军人委员会工作条例》。 
1987年总政治部颁发《连队军人委员会工作暂行规定》，革命军人委员会改称连队军人委员会。    
2008年8月19日，总政治部颁发《中国人民解放军军人委员会工作条例》。正式名称定为：军队基层单位军人委员会。

### 引用
1. ↑  《中国人民解放军连队革命军人委员会工作条例》